# Nová Bašta
Nová Bašta (maďarsky Egyházasbást) je obec na Slovensku, v okrese Rimavská Sobota v Banskobystrickém kraji.
Žije zde 483 obyvatel. V roce 2001 se 90 % obyvatel hlásilo k maďarské národnosti.. Území obce sousedí s Maďarskem.

## Poloha
Nová Bašta leží v údolí pohoří Cerová vrchovina.

## Historie
První zmínka o obci pochází z roku 1267. V roce 1683 Novou Baštu vypálili Turci.